# Карло Борромео
Ка́рло Борроме́о (італ. Carlo Borromeo; 2 жовтня 1538, Арона — 3 листопада 1584, Мілан) — кардинал католицької церкви, святий. Архієпископ Міланський (1563—1584). Один із провідників Католицької реформації, активний учасник руху за оновлення Церкви та боротьби з протестантизмом. Представник італійського дому Борромео.
Народився в Ароні, Міланське герцогство. Випускник Павійського університету. Адміністратор Мілану (1560—1564). Кардинал-диякон Santi Vito, Modesto e Crescenzia (1560) і Santi Silvestro e Martino ai Monti (1560—1563). Кардинал-священник Santi Silvestro e Martino ai Monti (1563—1564). Архісвященик Basilica di Santa Maria Maggiore (1564—1572). Голова Конгрегації в справах духовенства (1564—1565). Старший пенітенціарій (1565—1572). Брав участь в роботі Тридентського собору. Започаткував практику обов'язкового виховання духовенства у семінаріях. Провів реформу чернечих орденів. Учасник конклавів 1565—1566 і 1572 років. Помер у Мілані, Італія. Похований у Міланському соборі. Канонізований 1610 року. День пам'яті — 4 листопада. Також — Карл Борромей (лат. Carolus Borromeus).

## Біографія
- 2 жовтня 1538: народився в Ароні, Міланське герцогство.
- 7 лютого 1560: у віці 21 років призначений адміністратором Мілана[5].
- 14 лютого 1560: у віці 21 років призначений кардиналом-дияконом Церкви Santi Vito, Modesto e Crescenzia[5].
- 4 вересня 1560: у віці 21 років призначений кардиналом-дияконом Церкви Santi Silvestro e Martino ai Monti[5].
- 21 грудня 1560: у віці 22 років висвячений на диякона[5].
- 4 квітня 1563: у віці 24 років призначений кардиналом-священником Церкви Santi Silvestro e Martino ai Monti[5].
- 4 вересня 1563: у віці 24 років висвячений на священика[5].
- 5 грудня 1563: у віці 25 років висвячений на єпископа-адміністратора Міланського[5].
- 1564: у віці 25 років призначений префектом Конгрегації в справах духовенства[5].
- 12 травня 1564: у віці 25 років призначений архієпископом Міланським[5].
- жовтень, 1564: призначений архісвящеником Basilica di Santa Maria Maggiore
- 17 листопада 1564: у віці 26 років призначений кардиналом-священиком Santa Prassede[5].
- вересень, 1565: у віці 26 років полишив посаду префекта Конгрегації в справах духовенства[5].
- 7 листопада 1565: у віці 27 років призначений старшим пенітенціарієм Апостольського пенітенціарія[5].
- 1572: у віці 33 років полишив посаду архісвященика базиліки[5].
- 12 грудня 1572: у віці 33 років полишив посаду старшого пенітенціарія[5].
- 3 листопада 1584: у віці 46 років помер в Мілані[5].
- 12 травня 1602: беатифікований папою Климентом VIII.
- 1 листопада 1610: канонізований папою Павлом V[5].

## Церкви
Церкви, названі на честь святого:
- Матансаський собор, Куба.